# نصل فلسفي
في الفلسفة، النصل هو مبدأ أو قاعدة عامة تسمح للشخص بإزالة («حلق») التفسيرات غير المحتملة لظاهرة ما، أو تجنب الأفعال غير الضرورية.  
لنَّصْل تشمل:
- نصل أوكام: من الأرجح أن تكون التفسيرات الأبسط صحيحة؛ تجنب الافتراضات غير الضرورية أو غير المحتملة.
- قاعدة دالتون الثالثة: تخلص من المشاعر من استجابة الإنسان؛ وذلك للتخفيف من تأثير الاستجابة العاطفية من قبل الإنسان المتلقي.
- نصل هانلون: لا تنسب أبدًا إلى الحقد ما يمكن تفسيره بالغباء.[4]
- نصل هيتشنز: ما يمكن تأكيده بدون دليل يمكن رفضه دون دليل.[5]
- مقصلة هيوم: ما يجب أن يكون لا يمكن استنتاجه مما هو موجود . «إذا كان السبب، المخصص لأي تأثير، غير كافٍ لإنتاجه، يجب علينا إما رفض هذا السبب، أو إضافة صفات إليه بحيث تمنحه نسبة عادلة من التأثير.» [6] [7]
- نصل ألدر (المعروفة أيضًا باسم سيف نيوتن الملتهب بالليزر [8]): إذا كان هناك شيء لا يمكن تسويته بالتجربة أو الملاحظة، فلا يستحق النقاش.[8]
- معيار ساجان: الادعاءات غير العادية تتطلب أدلة غير عادية.
- مبدأ قابلية الدحض لبوبر: لكي تُعتبر النظرية علمية، يجب أن تكون قابلة للدحض.[9]
- نصل جريس: كمبدأ للبخل، يجب تفضيل تلميح الحديث على السياق الدلالي للتفسيرات اللغوية.[10]